# スパロー (ミサイル)

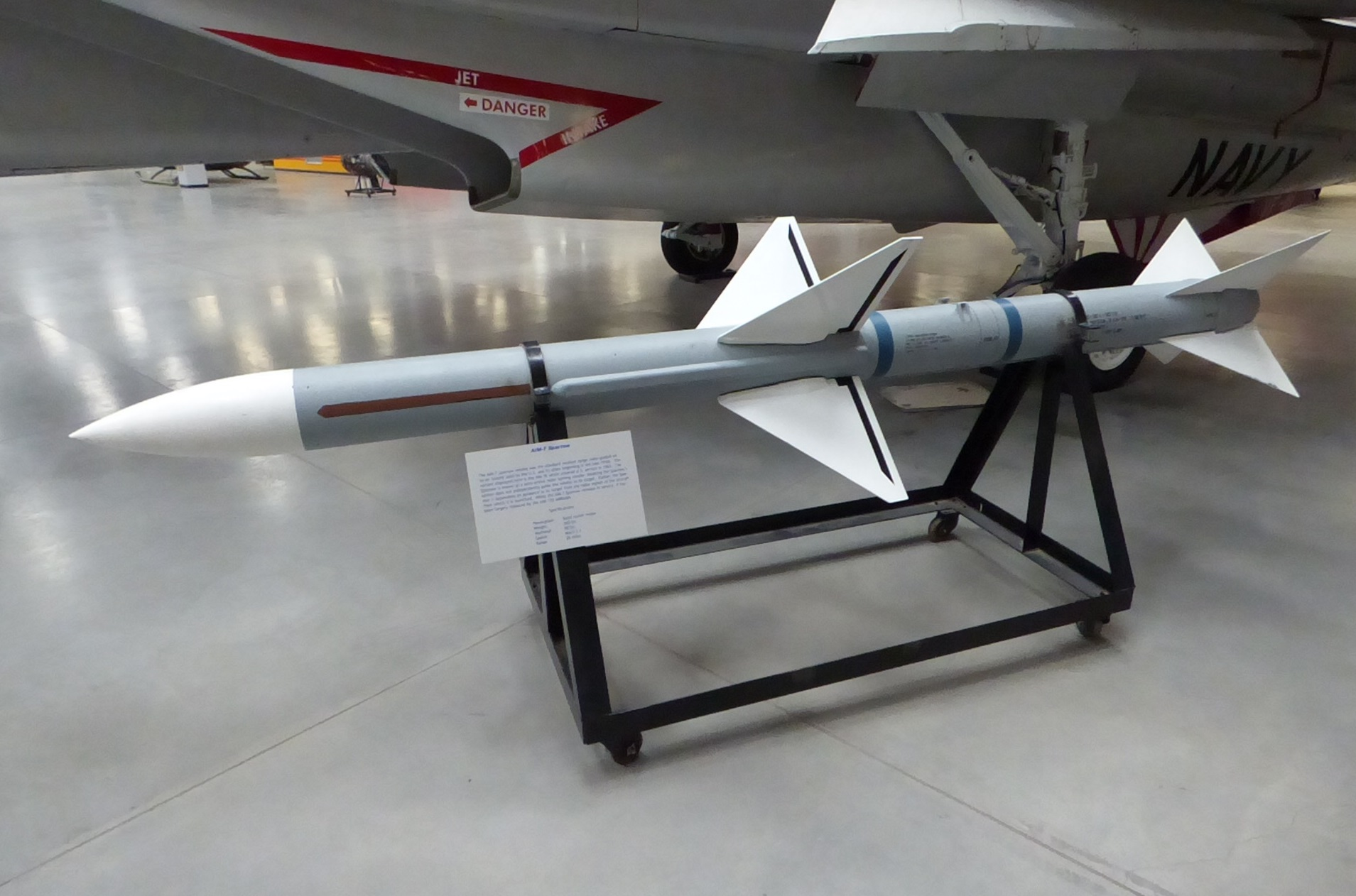
AIM-7 スパロー

スパロー（Sparrow）は、レイセオン社製の中射程空対空ミサイル。アメリカ軍における制式名はAIM-7で、誘導にはセミアクティブ・レーダー・ホーミング（SARH）方式を採用しており、視程外射程（BVR）が可能である。なお、スパローとはスズメ、もしくはスズメ科に属する鳥類全般の意。
アメリカ空軍・海軍、日本の航空自衛隊など、西側諸国の空軍を中心とした軍事組織で広く使用されるが、現在ではAIM-120 AMRAAMや99式空対空誘導弾などといった、アクティブ・レーダー・ホーミング（ARH）誘導方式が可能な新型の空対空ミサイルへの更新が進んでいる。

## 開発経緯
アメリカ海軍が第二次世界大戦の末期に出した「5インチロケット弾HVARをビームライディング方式で誘導する空対空兵器」という要求に端を発し、1946年5月にプロジェクトホットショットのもとでテネシー州ブリストルのスペリージャイロスコープ社に「1,000〜6,000フィート（305〜1830 m）の射程でマッハ1の目標を撃墜できる」兵器の提案要求が出された。翌1947年3月、スペリージャイロスコープ社はHVARの直径5インチの弾体では要求を満たせないとして、直径8インチの弾体を推奨し（これはのちのスパローのすべてのバリエーションで共通である）、海軍はこれを受け入れ、同年5月、開発契約が結ばれたが、スペリー社は開発と指導に専念し、実際の製造はダグラス・エアクラフト社が下請けとなった。スパローと命名されたのは7月のことである。「ドイツのジェット戦闘機及び日本軍の特攻機対策の空対空兵器として開発が開始された」との主張もあるが、開発された目的はドイツ製R4M空対空ロケットがそうであったように大型機や大型爆撃機への対策であり、構想された時点ですでに敗戦直前でそれらを持たないドイツや日本は無関係である。
1948年1月からポイントマグーでの試験が始まり、1951年1月、AAM-N-2 スパローとして制式採用が決まり、同時に1000発が発注された。しかし当時の電子技術の限界から初期に生産された物は1951年の生産開始から1953年の実験までただの一度も目標に命中する事は無かった。
誘導方式をアクティブ誘導方式に変更するなどコンセプトを一新したAAM-N-2A（1952年にAAM-N-3に変更）スパローIIがダグラス・エアクラフトで開発されたが、1956年にキャンセルされた。1951年からレイセオンがセミアクティブ誘導方式によるAAM-N-6スパローIIIの開発が始まり、1958年8月から配備が始まった。

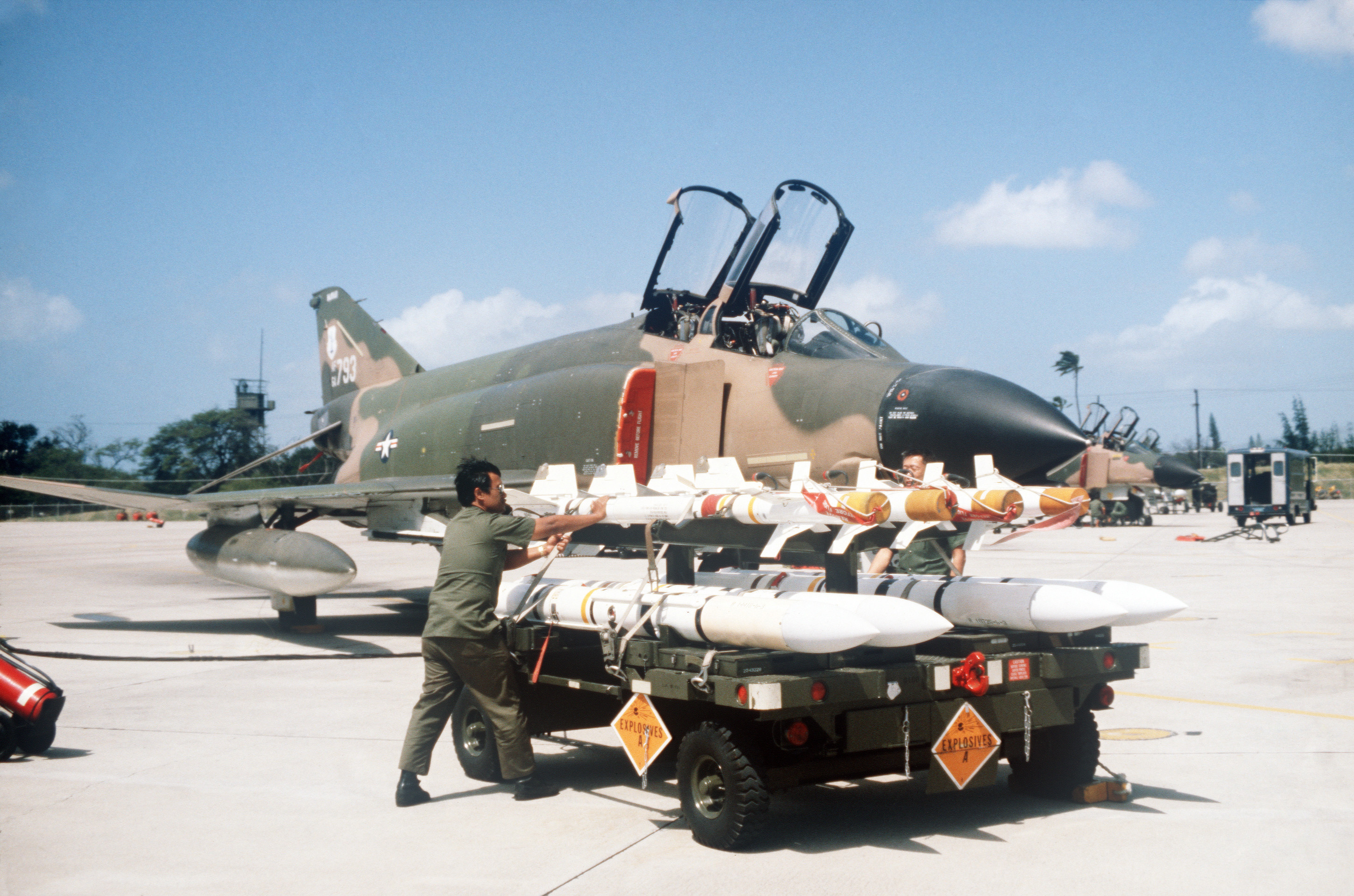
F-4Cに装備されたAIM-7F

ベトナム戦争においては、アメリカ空軍の主力戦闘機F-4の主兵装として使用された。
しかし
- 熱帯における電子機器の信頼性の低下が起こった
- アメリカ海軍が航空母艦甲板でミサイルにフィンを取り付ける際に粗末な扱いをした為に部品を損傷させていた
- 2-3回の飛行後に1度点検が必要だったのにもかかわらず、20回以上の飛行をしていたのに1度も点検を実施していなかった
- 攻撃対象が小型で機動性の高い戦闘機であった
- アメリカ海軍のF-4が味方のF-4を誤撃墜し、目視外戦闘を禁止されたことで、発射時の大半が最低射程以下だった

などの問題により、命中率は非常に悪く、実質一割程度であった。
F-14がまだ量産先行型で試験飛行を行っていた1973年6月20日、ポイントマグー海軍基地に配備されていた3機の試験機のうち1機がスパローを発射したところ、自機に命中する事故を起こして墜落した。
湾岸戦争においては、電子機器の発達やベトナム戦争での教訓もあって高い命中率となり、イラク軍機を多数撃墜している。

## 型式

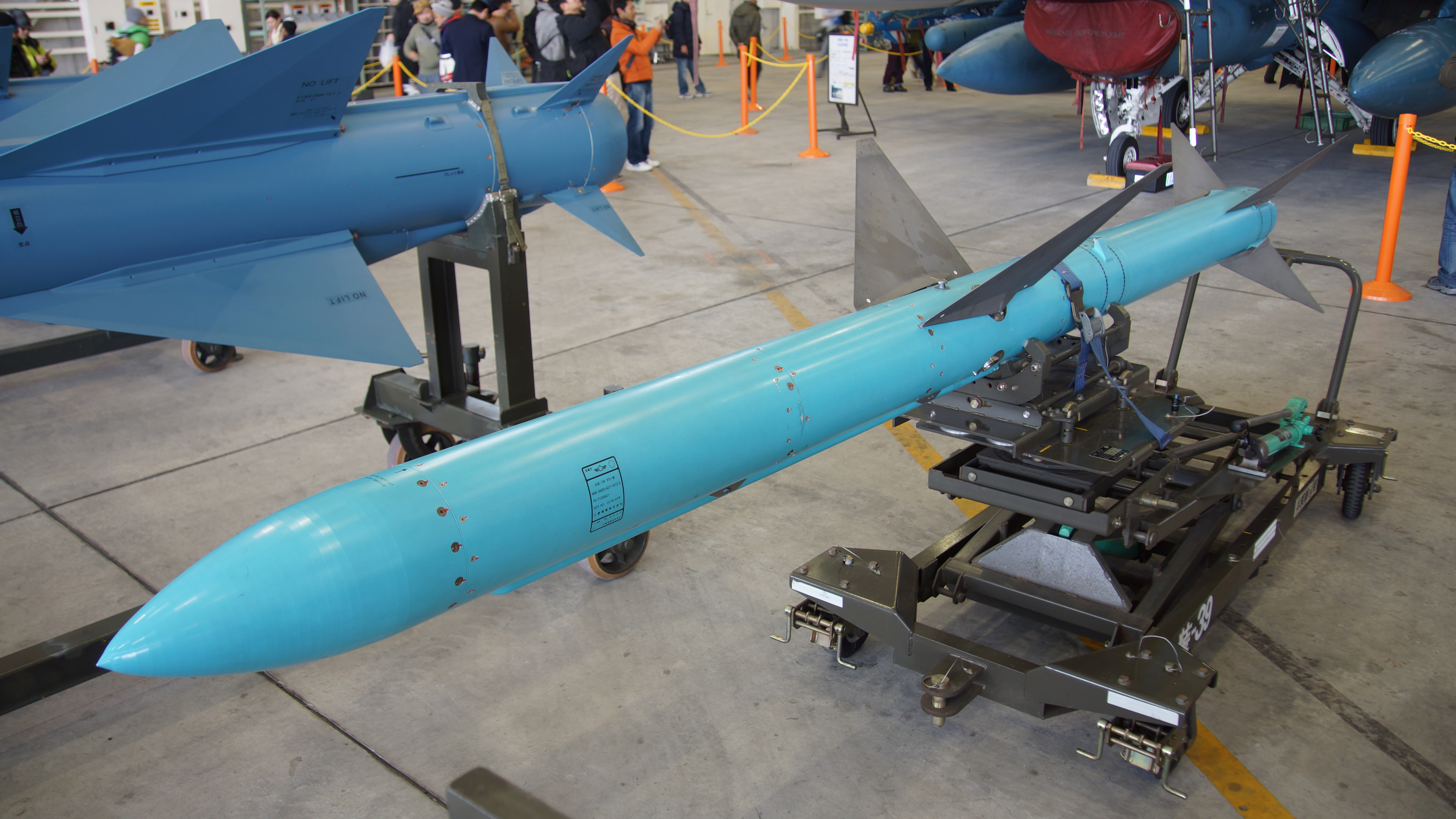
AIM-7Mの模擬弾

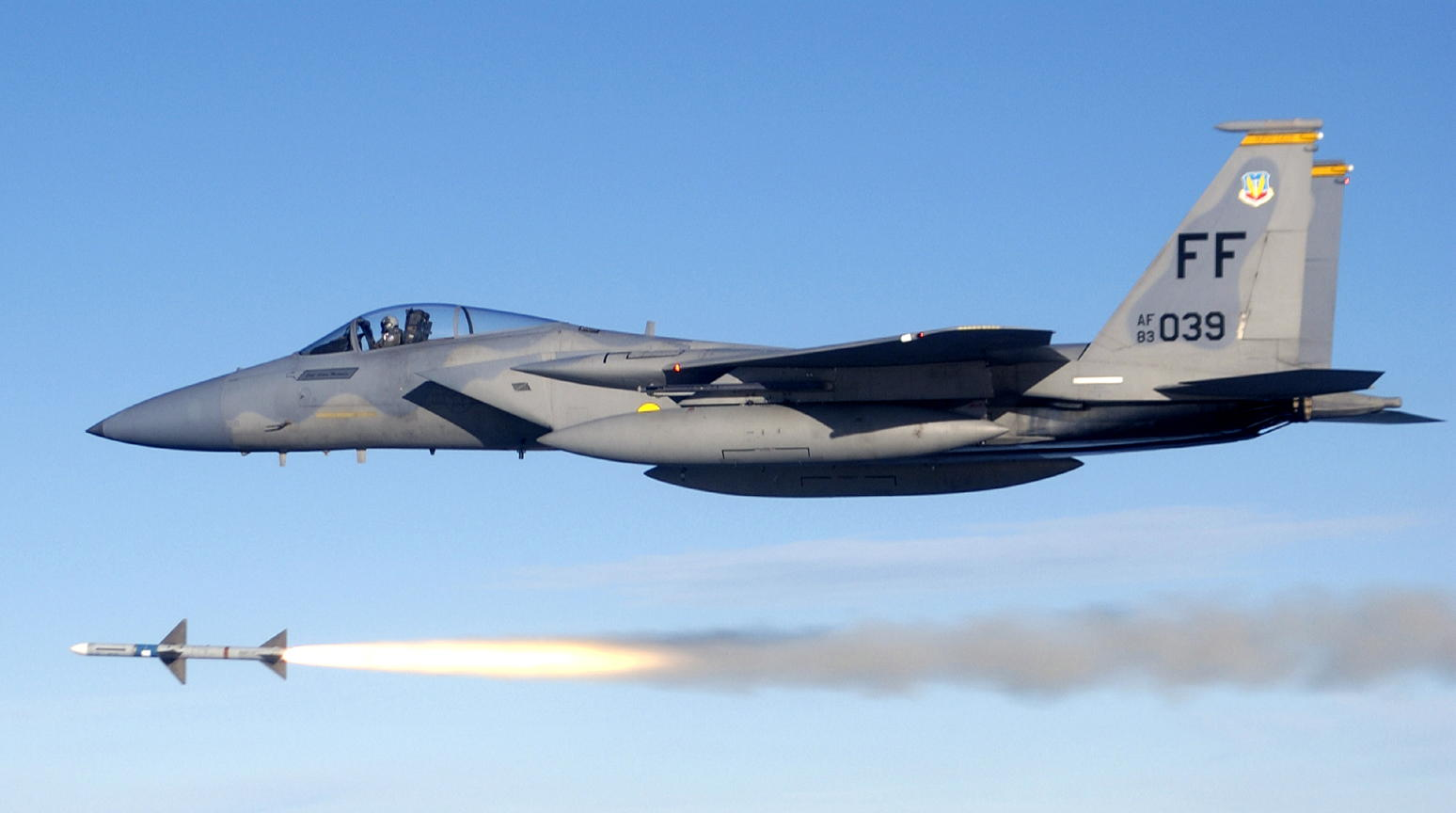
F-15Cから発射されたAIM-7P

AIM-7AスパローI
1951年に制式化された型式でスペリー社が開発した。誘導方式はビーム・ライディング式で誘導方式からくる命中率の悪さから、後述のAIM-7Bが開発された。名称が時期によって変わっており、1947年の開発当初はKAS-1やAAM-2と呼ばれていた。また、1951年の制式化から1962年9月の命名規則の変更までAAM-N-2と呼ばれていた。ダグラス社製の新型がスパローIIと命名された際にスパローIとなった。
AIM-7BスパローII
AIM-7Aの誘導方式をアクティブレーダー式に変更した形式でダグラス社が開発した。発射試験は行われたものの制式化されず1956年に開発中止となった。1962年9月の命名規則の変更までAAM-N-3と呼ばれていた。
AIM-7CスパローIII
誘導方式をセミアクティブ・レーダー・ホーミング（SARH）に換えた型式で現在のスパローの基礎となったタイプ。レイセオンが1951年から開発を行い1958年に実用化された。1962年9月の命名規則の変更までAAM-N-6と呼ばれていた。
AIM-7Dスパロー（AIM-110）
液体燃料モーターを使用した型式。1962年9月の命名規則の変更までAAM-N-6a（末尾のaは大文字ではなく小文字。三軍統一名称になる以前の空軍ではAIM-101）と呼ばれていた
AIM-7E
ロケットモーターを液体燃料から固体燃料に変更した型式。1963年から生産が開始された。1962年9月の命名規則の変更までAAM-N-6bと呼ばれていた。
AIM-7E-2
機動性を向上させ、最小交戦範囲を狭くした型式。
AIM-7F
1972年1月から開発開始、製造1975年から
制御部をソリッドステート化して小型化し、その分ロケットモーターを大型化して射程延長したもの。モノパルス・ホーミング・ヘッドの採用によりFCS用のパルス・ドップラー・レーダーでも誘導が可能となった。
AIM-7G
AIM-7Fの誘導装置を改良した型式。試作のみ。
AIM-7H
AIM-7Gの誘導装置を改良した型式。試作のみ。
AIM-7M
新型シーカーを搭載してECCM能力や信頼性を向上させたもの、信管の改良と弾頭の変更で破壊力を高めている。
AIM-7P
1990年から生産が開始された型式。小型目標に対する迎撃能力を向上させるため信管を改良している。また、ブロック2からは中間アップデート用のデータリンク受信機が搭載され中間コースでのアップデートが可能となった。
AIM-7R
シーカーをモノパルスレーダーと赤外線の複合型に変更した型式。新型信管の採用、処理能力の向上、ECCM能力の強化が盛り込まれていた。
1990年代初めから開発され、1993年には試射も行われたが、1996年に計画中止となった。

## 派生型
RIM-7 シースパロー
AIM-7をベースに開発されたセミアクティブレーダーホーミング方式の個艦防空ミサイル。
AGM-45 シュライク
AIM-7Cの弾体に対レーダー用シーカー・ヘッドを搭載した対レーダーミサイル。
スカイフラッシュ
BAe社が開発したAIM-7Eの発展型。内部回路系統を改良し低空目標対処能力やECCM能力を向上させている。イギリス・イタリア・サウジアラビア・スウェーデンの4カ国が運用していた。
アスピーデ
AIM-7E-2をベースにイタリアが開発した空対空ミサイル。シースパローの様な艦対空ミサイルや、地対空ミサイル等の派生型が存在する。またアクティブレーダーホーミング方式の改良型も計画されたが中止されている。

## 採用国
- オーストラリア
- カナダ
- エジプト
- ギリシャ
- イラク
- イラン
- イスラエル
- ウクライナ

- イタリア
- 日本
- ヨルダン
- クウェート
- マレーシア
- サウジアラビア
- シンガポール

2023年時点で、シンガポール空軍がAIM-7P（空対空型）を保有している。
- パキスタン
- 韓国
- スペイン
- 中華民国（台湾）
- トルコ
- イギリス
- アメリカ合衆国

## 仕様
|              | AIM-7A （AAM-N-2）                                | AIM-7B （AAM-N-3）                                | AIM-7C                                            | AIM-7E                                              | AIM-7F                                                    | AIM-7M/P                                                  |
| ------------ | ------------------------------------------------- | ------------------------------------------------- | ------------------------------------------------- | --------------------------------------------------- | --------------------------------------------------------- | --------------------------------------------------------- |
| 全長         | 3.74m                                             | 3.85m                                             | 3.66m                                             | 3.66m                                               | 3.66m                                                     | 3.66m                                                     |
| 直径         | 0.203m                                            | 0.203m                                            | 0.203m                                            | 0.203m                                              | 0.203m                                                    | 0.203m                                                    |
| 翼幅         | （前部）0.94m （後部）0.88m                       | （前部）1.02m （後部）不明                        | （前部）1.02m （後部）0.81m                       | （前部）1.02m （後部）0.81m                         | （前部）1.02m （後部）0.81m                               | （前部）1.02m （後部）0.81m                               |
| 重量         | 143kg                                             | 176kg                                             | 172kg                                             | 197kg                                               | 231 kg                                                    | 231 kg                                                    |
| 推進システム | エアロジェット 1.8KS7800 固体燃料ロケットモーター | エアロジェット 1.8KS7800 固体燃料ロケットモーター | エアロジェット 1.8KS7800 固体燃料ロケットモーター | ロケットダイン Mk.38/Mk.52 固体燃料ロケットモーター | ハーキュリーズ Mk.58 デュアル推進固体燃料ロケットモーター | ハーキュリーズ Mk.58 デュアル推進固体燃料ロケットモーター |
| 射程         | 10km                                              | 7km                                               | 11km                                              | 30km                                                | 70km                                                      | 70km                                                      |
| 飛翔速度     | M2.5                                              | M2.5                                              | M4                                                | M4                                                  | M4                                                        | M4                                                        |
| 弾頭         | 20kg弾頭                                          | 20kg弾頭                                          | 30kg MK38                                         | 30kg MK38                                           | 39kg Mk.71                                                | 40kg WDU-27/B                                             |

## 登場作品

### 映画
『ガメラ2 レギオン襲来』
第201飛行隊所属のF-15Jが津軽海峡上空で巨大レギオンを迎撃する場面にて、スパローの発射シーンが使用されている。
『ゴジラ×モスラ×メカゴジラ 東京SOS』
冒頭にて、スクランブル発進した百里基地所属のF-15Jに搭載されたものがモスラに対して使用されるが、鱗粉がチャフの代わりになったために命中しなかった。

### アニメ
『ルパン三世VS名探偵コナン THE MOVIE』
航空自衛隊のF-15Jに搭載されたものが、ルパン三世と江戸川コナンたちが乗るアランの輸送機に対して1発使用されるが、輸送機が発射した迎撃チャフに妨害され、命中せずに終わる。

### 小説
『アイドル防衛隊ハミングバード』
主人公たちが搭乗するF-4 ファントムIIに搭載されている。冒頭では「高価なAAMはぶらさげているだけで実は一度も撃ったことがない」と言っているが、後に日本の領空を侵犯した所属不明のMiG-31 フォックス ハウンドに対して使用し、2機を撃墜する。
『亡国のイージス』
百里基地第204飛行隊所属のF-15Jに搭載されたものが、反乱を起こした架空のはたかぜ型ミサイル護衛艦「いそかぜ」に対して使用されかけるが、発射直前に「いそかぜ」のSM-2ERによる迎撃に遭ったために攻撃は行えなかった。なおスパローを対艦攻撃に使用することは、可能ではあるものの現実的ではない。

### ゲーム
『Wargame Red Dragon』
NATO陣営の各種航空機の武装としてAIM-7E・AIM-7F・AIM-7Mが登場する。
『エースコンバットシリーズ』
『エースコンバット5 ジ・アンサング・ウォー』以降の作品に登場する特殊兵装「SAAM」（セミアクティブ空対空ミサイル）のCGモデルの一つとして登場する。
『コール オブ デューティ ゴースト』
架空の空母「カロライナ」の搭載兵器として登場。Y-8改造のガンシップへの攻撃に使用される。
『大戦略シリーズ』
西側諸国戦闘機ユニットの空対空ミサイル装備として登場。
『War Thunder 』
西側諸国戦闘機の追加武装としてC型、D型、E型、E-2型、F型、M型、P型、スカイフラッシュ、アスピーデが装備可能。